# Rudolf Schmid (Bischof)

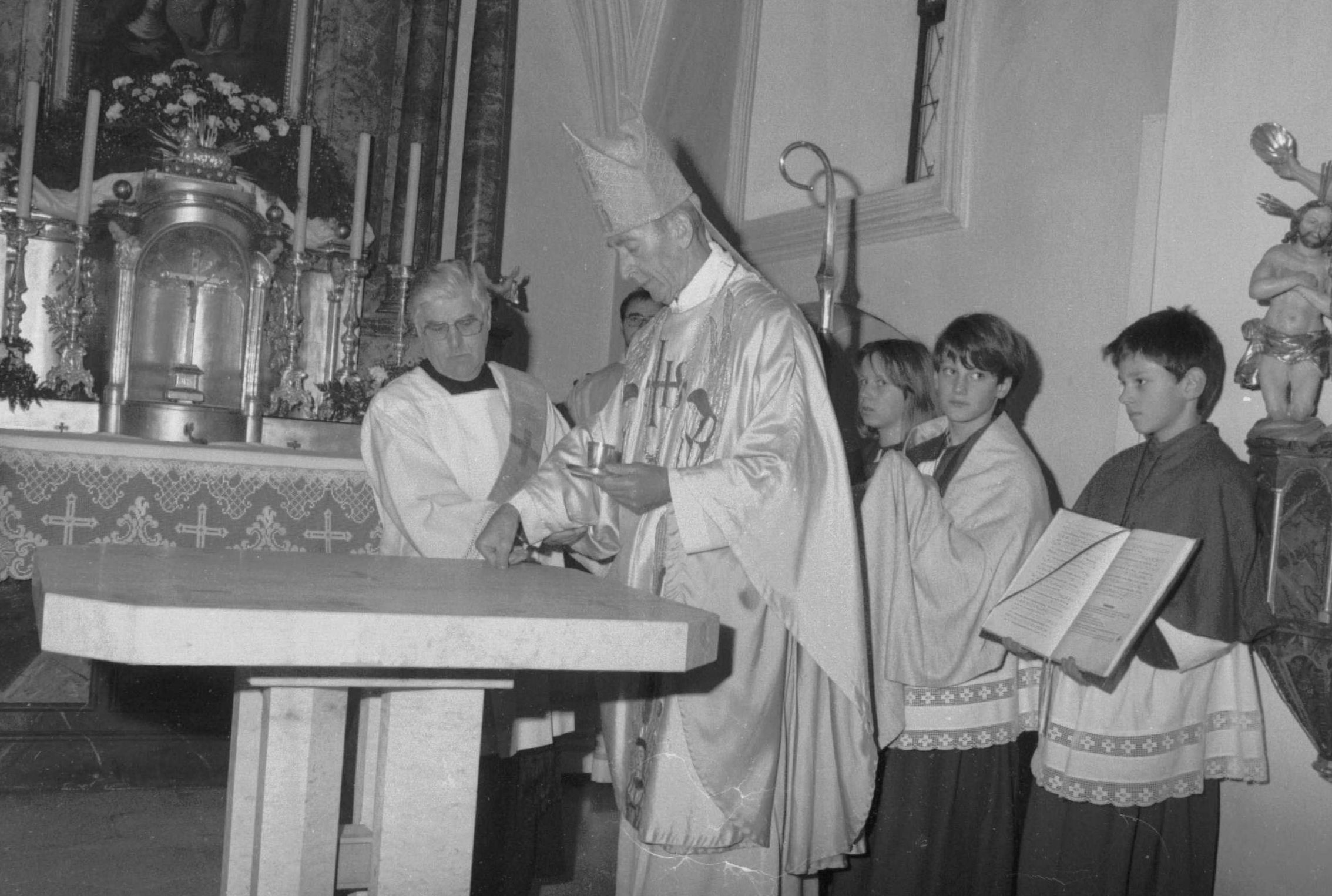
Altarweihe in Dinkelshausen mit Weihbischof Rudolf Schmid

Rudolf Schmid (* 26. Juni 1914 in Schiers, Schweiz; † 24. Juni 2012 in Augsburg) war ein deutscher Geistlicher und römisch-katholischer Weihbischof im Bistum Augsburg.

## Leben
Schmid wurde 1914 als erstes von vier Kindern deutscher Eltern im schweizerischen Schiers in Graubünden geboren. 1915 kehrte die Familie nach Augsburg zurück. Nach seinem Abitur am Benediktinergymnasium St. Stephan in Augsburg 1933 studierte Schmid Philosophie in Augsburg und an der Eberhard-Karls-Universität Tübingen, wo er im Sommersemester 1933 Mitglied des Wissenschaftlichen Katholischen Studentenvereins Unitas Markomannia wurde, sowie Katholische Theologie im Priesterseminar der Philosophisch-Theologischen Hochschule Dillingen. Am 27. Februar 1938 empfing er die Weihe zum Diakon und am 26. Juni 1938 die Priesterweihe in Dillingen an der Donau. Er war zunächst als Kaplan in Murnau tätig. 1939 wurde er zum Präfekten des Knabenseminars St. Stanislaus in Dillingen ernannt – eine Stelle, die er jedoch nicht antreten konnte, da das Seminar mit Kriegsbeginn zum Lazarett umfunktioniert wurde. Schmid wurde Ende 1939 zur Wehrmacht einberufen. Als Feldwebel in einer Sanitätseinheit nahm er an Feldzügen in Frankreich, Polen, Jugoslawien, Ungarn und Russland teil. Ende 1944 wurde er verwundet und verbrachte den Rest des Krieges in einem Lazarett. Er geriet in US-amerikanische Kriegsgefangenschaft und wurde im Sommer 1945 entlassen.
1945 wurde er als Kaplan in St. Peter und Paul in Augsburg-Oberhausen tätig, zusammen mit einem zweiten, jungen Kaplan Josef Stimpfle, dem späteren Bischof von Augsburg. Von 1949 an war Rudolf Schmid im Schuldienst tätig, zuletzt als Studienprofessor. 1963 wurde er Regens des Dillinger Priesterseminars.
Er wurde 1969 Domkapitular in Augsburg und war Referent für die Priester und Priesteramtskandidaten und damit für die Bischöflichen Seminare im Bistum und die Diözesanstelle Berufe der Kirche zuständig. Am 3. Januar 1972 wurde er von Papst Paul VI. zum Titularbischof von Dionysiana und zum Weihbischof im Bistum Augsburg ernannt. Die Bischofsweihe spendete ihm der Augsburger Bischof Josef Stimpfle am 25. März 1972; Mitkonsekratoren waren der Bischof von Passau Antonius Hofmann, der Bischof von Regensburg Rudolf Graber, der Apostolische Exarch für katholische Ukrainer des byzantinischen Ritus in Deutschland und Skandinavien Platon Kornyljak sowie der Kurienbischof Antanas Louis Deksnys. Sein Wahlspruch als Bischof ist gemäß seiner benediktinischen Prägung „Benedictus deus“ („Gott sei gepriesen“).
Rudolf Schmid, seit Mitte der 1960er Jahre Mitglied im Vorstand der Caritas, war zudem seit seiner Bischofsweihe als Bischofsvikar für den Bereich Caritas und Soziales zuständig. Über seine Emeritierung hinaus war er bis 1994 Vorsitzender des Caritas-Verbandes und der Katholischen Jugendfürsorge im Bistum Augsburg. Schmid wurde auch als „Caritasbischof“ betitelt. Auch nach seiner Emeritierung und der Abgabe aller Ämter war er weiterhin für die Menschen da. Seine damaligen Terminkalender zeugen von seinem unermüdlichen Eifer. Niemals sah er sich und sein verdienstvolles Wirken im Mittelpunkt. Seine Stärken waren die Authentizität, mit der er seine Standpunkte vertrat, und die Frömmigkeit, mit der er sie vorlebte.

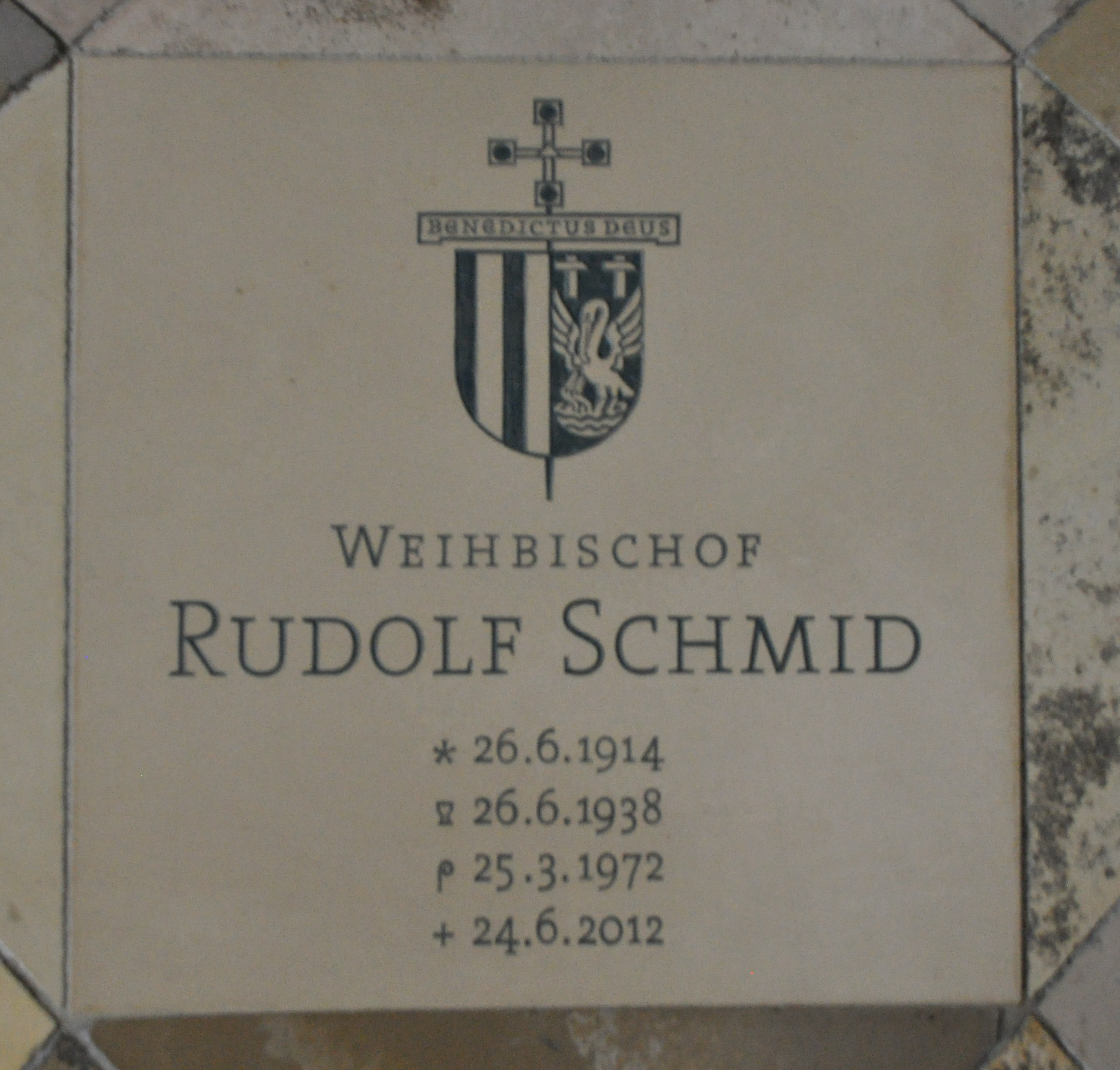
Grabplatte im Augsburger Dom

1990 wurde seinem altersbedingten Rücktrittsgesuch durch Johannes Paul II. stattgegeben. Am 24. Juni 2012 ist Rudolf Schmid im Alter von fast 98 Jahren und im 41. Jahr als Bischof verstorben. Er wurde am 30. Juni im Hohen Dom zu Augsburg beerdigt.

## Ehrungen und Auszeichnungen
1978 wurde er für sein Engagement in der Caritas vom Zentralrat des Deutschen Caritasverbandes mit dem „Brotteller“, der höchsten Auszeichnung der Caritas in Deutschland, ausgezeichnet. 1982 wurde er in den Zentralrat des Deutschen Caritasverbandes gewählt. Für seinen Dienst für in Not geratene Menschen, die Caritas und die Katholische Jugendfürsorge wurde Weihbischof Schmid mit dem Bayerischen Verdienstorden und dem Bundesverdienstkreuz ausgezeichnet. Anlässlich seines 70. Priesterjubiläums sowie seines 94. Geburtstages am 26. Juni 2008 verlieh ihm die Stadt Augsburg die Verdienstmedaille Für Augsburg für sein „bedeutendes Lebenswerk“. Einen Tag später, am 27. Juni 2008, ehrte ihn das Bistum Augsburg mit einem feierlichen Gottesdienst in der Kapelle des Augsburger Vicentinums, welchen Diözesanbischof Walter Mixa zusammen mit seinem Vorgänger Viktor Dammertz sowie den Weihbischöfen Josef Grünwald, Anton Losinger sowie Max Ziegelbauer feierte.
Rudolf Schmid war seit 1978 Ehrenmitglied der katholischen Studentenverbindung K.D.St.V. Algovia Augsburg im CV.